# Pou (videogioco)
Pou (IPA: [pu]) è un popolare videogioco per sistemi Android, iOS e BlackBerry, sviluppato e pubblicato nel 2012 dal programmatore libanese Paul Salameh (Zakeh).  Nel 2014 è risultato il secondo videogioco per iPad/iPhone più scaricato al mondo, facendo parte dei videogiochi con più successo di sempre.

## Struttura del gioco
Lo scopo del videogioco è di far crescere e accudire un animale domestico alieno.
- La cucina, in cui potrà far crescere Pou nutrendolo con cibi di vario genere prelevabili dal suo frigorifero;
- La sala giochi, dove potrà far divertire Pou con diversi mini-giochi, che consentono anche l'ottenimento di monete spendibili nel gioco stesso in prodotti di vario tipo;
- La stanza da letto, dove far riposare Pou e dove, all'interno dell'armadio, cambiargli colore, aspetto fisico, vestiti e trucco;
- Un bagno, che include saponetta, doccia e negozio, dove si possono comprare saponette con fragranze assortite, colore della doccia e altre cose;
- Il laboratorio, dove curare Pou. Difatti, se viene fatto ingrassare troppo o se viene lasciato sporco, Pou si ammala, e necessita quindi di pozioni dimagranti o di medicine per la salute;
- Il giardino, dove Pou può giocare e innaffiare dei fiori personalizzabili, "chiamare con un cellulare" (nel senso cercare amici) e modificare l'aspetto esterno della sua piccola casa.

Nella schermata di gioco si possono visualizzare il numero di monete possedute, un riepilogo degli obiettivi del livello, un'icona a quattro quadranti (verde, giallo, arancione, rosso) con il riepilogo delle condizioni fisiche di Pou (fame, salute, divertimento, stanchezza). Infine, è possibile interagire online fra più giocatori, facendo visitare al proprio Pou le case di quelli degli altri giocatori. Grazie ai nuovi aggiornamenti si può sbloccare il bagno, con doccia e sapone. Il laboratorio possiede gli scaffali e le pozioni con i quali è possibile guarire Pou, mentre per lavarlo si può anche usare la nuvola nel suo giardino. Se si ha l'accesso e più di 13 anni si può accedere alla modalità online e se vuoi far avere un piccoletto a Pou c'è bisogno di andare su Amici,cliccare Cerca e infine cliccare Random Pou.
È considerato la versione moderna del Tamagotchi.

## Mini-giochi
- Food Swap: simile a Candy Crush, ma, al posto delle caramelle troviamo del cibo. L'abbinamento ha effetto solo con la caramella speciale. Al posto della bomba colore troviamo JellyBean.
- Food Drop: mini-gioco che consente di dare da mangiare a Pou. Quest'ultimo deve mangiare i cibi che cadono e deve evitare gli oggetti: scarpa, CD, aeroplanino e ferro di cavallo.
- Hill Drive: mini-gioco che consiste nel guidare la sua piccola auto, con dentro anche il suo animale domestico, su di un terreno collinoso evitando che l'auto si capovolga.
- Sky Jump: mini-gioco che consente di saltare, muovendo il dispositivo a sinistra e a destra, su delle piattaforme, senza che Pou cada. Ci sono cinque posti raggiungibili grazie ai quali è possibile acquisire un determinato punteggio: 
  - Sottoterra: Dai 0 ai 50 punti.
  - Erba e cielo: dove compaiono le nuvole che dopo un salto scompaiono, e anche le molle che portano il giocatore più in alto: Dai 51 ai 150 punti.
  - Stratosfera (ancora più sopra), dove al posto delle piattaforme mobili ci sono gli aerei: Dai 151 ai 300 punti.
  - Spazio, dove al posto degli aerei ci sono navicelle spaziali: Dai 301 ai 500 punti.
  - Paradiso, dove ci sono solo nuvole che si muovono velocemente: Dai 501 punti e oltre.
- Cliff Jump: mini-gioco che consiste nel toccare (1 o 2 volte) lo schermo in modo che Pou salti, sul suo skateboard, ma che non cada, o non colpisca un muro o una roccia.
- Color Match: mini-gioco attraverso il quale è necessario trascinare righe o colonne di Pou affinché non ce ne siano tre affiancati dello stesso colore. Cliccando il pulsante con le due frecce si cambiano i colori; il gioco è a tempo per cui ad un certo punto termina.
- Match Tap: mini-gioco la cui finalità consiste nel toccare un gruppetto di tre o più Pou dello stesso colore prima che il tempo scada.
- Color Tap: mini-gioco il cui scopo è di toccare i Pou per cambiarli tutti dello stesso colore prima che il tempo scada.
- Sad Tap: nel gruppetto uno o più Pou sono tristi, lo scopo del mini-gioco consiste nel toccarli prima che scada il tempo. Ad ogni round completato il tempo verrà ripristinato.
- Pou Popper: il mini-gioco consiste nel cliccare sullo schermo Pou per lanciarlo in uno dei gruppi colorati. Il gioco finisce quando i Pou non entrano più nello schermo.
- Free Fall: il mini-gioco ha lo scopo di guidare il proprio Pou facendo oscillare delicatamente il proprio telefono a destra e a sinistra evitando che sbatta per almeno cinque volte contro le nuvole.
- Cloud Pass: con questo mini-gioco, per mantenere in aria il proprio Pou è necessario toccare lo schermo ed evitando di toccare le nuvolette.
- Goal: con questo mini-gioco si gioca a calcio con il proprio Pou: per fare punto bisogna lanciare la palla nella zona illuminata.
- Water Hop: questo mini-gioco consiste nel guidare il proprio Pou facendolo saltare da una ciambella all'altra evitando che si tuffi in acqua.
- Pool: lo scopo di questo mini-gioco consiste nel gettare una ciambella nella zona luminosa della sua piscinetta.
- Find Pou: con questo mini-gioco il giocatore deve trovare il proprio Pou in uno dei vasi evitando di trovare le sue feci, anch'esse dotate di occhietti.
- Memory: classico gioco di memoria visiva: il giocatore deve formare delle coppie con tutte le carte prima che scada il tempo.
- Connect: lo scopo di questo mini-gioco consiste nel connettere tutti i Pou presenti nello schermo, senza lasciare alcuno spazio dello schermo vuoto, prima che scada il tempo.
- Pou Sounds: gioco di memoria: il giocatore deve memorizzare la sequenza con cui Pou canta delle canzoni e ripeterla.
- Star Popper: mini-gioco simile a Pou Popper: invece di usare tutto lo schermo i Pou formano una stella che si muove. Perdi 50 punti se un Pou non tocca la stella e va fuori dallo schermo.
- Word Find: con questo mini-gioco il giocatore deve trovare le parole tra le lettere scritte sui piccoli Pou.[4]
- Cliff Dash: in questo mini-gioco il giocatore deve trascinare il dito verso l'alto o verso il basso in modo che Pou, sul suo skateboard, non cada o che non colpisca una roccia.
- Tumble: con questo mini-gioco il giocatore deve muovere il dispositivo a sinistra e a destra in modo che Pou cada. il giocatore perde quando Pou va fuori dallo schermo, per cui si alza in continuazione.
- Pet Walk:  lo scopo di questo mini-gioco consiste nel rimuovere gli ostacoli trascinando il dito verso l'alto (per la nuvola), verso destra (per l'albero) e verso in basso (per il formicaio).
- Jet Pou: in questo mini-gioco non si deve toccare lo schermo in modo che Pou,  non cada o che non tocchi i tronchi dell'albero.[5]
- Hoops: semplice mini-gioco il cui scopo è di buttare una palla in un canestro finché il tempo non scade.

### Mini-giochi con gli amici
- Tic Tac Pou (tris online)
- Water Hop (Pou vs Pou)
- Four Pous (forza quattro online)
- Sky Hop (Pou vs Pou)
- Pet Walk (Pou vs Pou)
- Beach Volley (Pou vs Pou)

### Traduzioni
Traduzione in Italiano di Paolo Di Bello.